# 질파테롤
질파테롤(영어: Zilpaterol)은 베타2-아드레날린 작용제(Beta2-adrenergic agonist)의 하나로, 가축의 증체율 및 지육율 향상 목적으로 사용되는 사료첨가제이다.